# Idioma mangarla
El mangarla o ntra'angith es una lengua australiana una vez hablada en la península del Cabo de Yorkdye Queensland.
Donohue (1991) identifica el Ndra'ngith como un dialecto del idioma Ntrwa'ngayth, pero Sutton (2001) lo presenta siendo uno distinto. Sutton también distingue que suena diferente al Ntrwa'ngayth y al Ndwa'ngith.

## Fonología
Consonantes
| Periférica    | Periférica | Laminal | Laminal | Apical   | Apical     | Glottal |
| Bilabial      | Velar      | Palatal | Dental  | Alveolar | Retrofleja | Glottal |
| ------------- | ---------- | ------- | ------- | -------- | ---------- | ------- |
| Oclusiva      | p          | k       | c       | t̪        | t          | ʔ       |
| Fricativa     | β          | ɣ       | ð       |          |            |         |
| Nasal         | m          | ŋ       | ɲ       | n̪        | n          |         |
| Post-trillada | tʳ         |         |         |          |            |         |
| Vibrante      | r          |         |         |          |            |         |
| Aproximante   | w          | w       | j       | l        | ɻ          |         |

Vocales
|         | Anterior | Posterior |
| ------- | -------- | --------- |
| Cerrada | i        | u         |
| Media   | e        |           |
| Abierta | a        | a         |